# Palau Blaugrana
El Palau Blaugrana és un pavelló poliesportiu situat a l'avinguda d'Aristides Maillol de Barcelona, en un complex on també es troben el Camp Nou, el Palau de Gel, el Museu del Futbol Club Barcelona, la botiga oficial i les oficines del club.

## Història i descripció
Projectat dels arquitectes Francesc Cavaller i Josep Soteras, va ser inaugurat el 23 d'octubre de 1971, amb una capacitat de 5.696 espectadors, incrementada fins a 7.585 a les obres d'ampliació fetes els anys 1994 i 2007. El seu tret tècnic més característic és la gran cúpula de formigó armat prefabricat que el cobreix.
Hi juguen les seccions de bàsquet, handbol, hoquei sobre patins i futbol sala del Futbol Club Barcelona, i el principal grup d'animació és Dracs 1991. També va ser la seu de les competicions d'hoquei sobre patins, taekwondo i judo durant els Jocs Olímpics de l'any 1992.

### Els números retirats del Palau Blaugrana
Hi pengen les samarretes d'alguns jugadors llegendaris de les seccions professionals del Barça, a qui el club ha retirat el número.
Per a l'equip de bàsquet són el número 4 d'Andrés Jiménez, el 7 d'en Nacho Solozábal, el 12 de Roberto Dueñas, l'11 de Navarro i el 15 d'Epi.
Per a l'equip d'handbol, el número 2 d'Òscar Grau, el 4 de Xavier O'Callaghan, el 5 d'Enric Masip, el 7 d'Iñaki Urdangarín, el 8 de Víctor Tomàs, el 14 de Joan Sagalés i el 16 de David Barrufet.
Per a l'equip d'hoquei sobre patins, l'1 d'Aitor Egurrola i el 21 d'Alberto Borregán.
Per a l'equip de futbol sala, el 28 de Francisco Sedano Antolín.

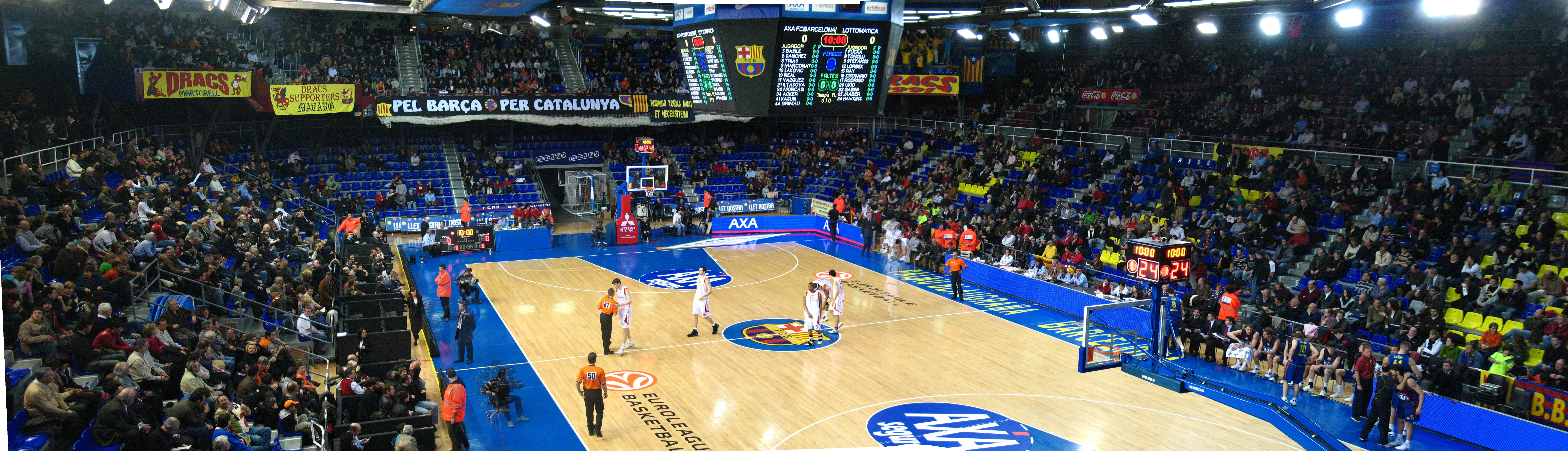
Panoràmica del Palau Blaugrana durant un partit de l'Eurolliga de bàsquet el febrer de 2008